# گاکو ماتسوموتو
گاکو ماتسوموتو (انگلیسی: Gaku Matsumoto؛ زادهٔ ۸ آوریل ۱۹۹۳) بازیگر اهل ژاپن است. وی از سال ۲۰۱۳ میلادی تاکنون مشغول فعالیت بوده‌است.